# Boberg (frälseätt)
Boberg eller Hjorthuvud, konventionell benämning på svensk högfrälseätt grundad på att flera av ättens medlemmar själva använt binamnet Boberg. Släkten är känd sedan 1100-talet, den dog ut på manssidan redan före 1350. Släkten hade betydande besittningar i Värmland. Ättens vapen är Sveriges äldsta dokumenterade, och föreställde en fransk lilja mellan två hjorthorn

## Historia
Namnet kommer troligen av gården Boberga, Dingtuna socken, Tuhundra härad, i Västmanland vilken har ägts av åtminstone två generationer Boberg. Släkten har också ägt en gård i Viby i samma socken. Peder Månsson Utter framkastade hypotesen att binamnet skulle vara taget efter byn Boberg i Fornåsa socken i Bobergs härad i nuvarande Motala kommun, Östergötland. Ingen bevisning till stöd för Utters hypotes har dock kunnat hittas i medeltida källor.
De tidigaste kända representanterna för släkten är två stormän som nämns i ett av kung Johan Sverkersson 1219 utfärdat brev, nämligen Mats och hans son Bengt Matsson. Båda var då redan döda och ingen av dem kallades Boberg. Om Mats vet man att han varit tvungen att överlämna ett fiske i Småland som sakfallsgods till kung Knut Eriksson. Tre av Bengts söner levde 1219: Peter, Lars och Sigtrygg Bengtsson (Boberg) när de beseglar en handling med sina sigill, med Sveriges äldsta kända vapensköld med ännu urskiljbar sköldteckning.
Lars Boberg är omnämnd som riddare "(Dominus laurencius bobergh)", när han är vittne till när Katarina Matsdotter 1292 skänker gårdar till Gudhems kloster, bevittnat med hans sigill.
Vid arkeologiska utgrävningar av Saxholmens borg i Ölme har man hittat ett dräktspänne med ättens vapenbild.

## Ofullständigt släktträd
1. Mats NN, tituleras riddare år 1219 i ett brev skrivet av kung Johan Sverkersson och biskop Karl i Linköping.[3]
  1. Bengt Matsson, tituleras riddare år 1219 i ovan nämnda brev.[3]
    1. Peter Bengtsson
    2. Lars Bengtsson, riddare. Gift 1) med Kristina Anundsdotter (vingad lilja), dotter till riddaren och lagmannen i Södermanland,  Anund Haraldsson och gift 2) med Ingeborg Thörnesdotter (Hjorthorn, Törne Matssons ätt). 
      1. Magnus Larsson
      2. Bengt Larsson
      3. Botild (Ragnfrid?) Larsdotter (Boberg) var gift med fogden över Finland och lagmannen över Värmlands lagsaga, Algot Jonsson (Hjorthorn)
      4. Erik Larsson. Gift med Birgitta Knutsdotter (Algotssönernas ätt).[4]
        1. Ingrid Eriksdotter (Boberg), gift med lagmannen i Uppland, Karl Ulfsson (Sparre av Tofta). De fick sonen Knut Karlsson, som sedermera blev riddare och riksråd och troligen stupade i slaget på Falan 1389.

    3. Ingjald Bengtsson Boberg. [5]
    4. Sigtrygg Bengtsson. 
      1. Ulfhild, g m Karl Ingeborgasson (Lejonbalk)
      2. Bengt Sigtryggsson. Gift med NN Petrusdotter av Jolstad. Bengt Sigtryggsson avled sannolikt under 1259, eftersom han skriver testamente 21 januari 1259, varvid han skänker franciskanerna i Skara gods, ett litet gods till sin dotter, samt friger trälar. [6]
        1. N.N. Bengtsdotter.[7] Ärvde godset i ”hoclom” 21 januari 1259, av sin far Bengt Sigtryggsson. [6]